# Pericentropsis
Pericentropsis is een geslacht van Phasmatodea uit de familie Phasmatidae. De wetenschappelijke naam van dit geslacht is voor het eerst geldig gepubliceerd in 1936 door Günther.

## Soorten
Het geslacht Pericentropsis is monotypisch en omvat slechts de volgende soort:
- Pericentropsis aculeata Günther, 1936